# Missa syllabica
Missa syllabica est une œuvre pour chœur ou solistes et orgue écrite par Arvo Pärt, compositeur estonien associé au mouvement de musique minimaliste.

## Structure
1. Kyrie
2. Gloria
3. Credo
4. Sanctus
5. Agnus Dei
6. Ite missa est

## Discographie
Discographie non exhaustive.
- Sur le disque Magnificat Antiphonen, par la Capella Breda dirigée par Daan Manneke, chez Erasmus WVH (1992) : version originale, pour chœur et ensemble instrumental
- Sur le disque De profundis, par le Theatre of Voices et Christopher Bowers-Broadbent dirigés par Paul Hillier, chez Harmonia Mundi (1997):  révision 1996 pour 4 voix et orgue
- Sur le disque Beatus, par le Chœur de chambre philharmonique estonien dirigé par Tõnu Kaljuste, chez Virgin Classics (1997): version pour chœur non accompagné